# Alkonost
«Alkonost» — российская фолк-метал группа из города Набережные Челны.

## История

### Начало (1996—1999)
Во второй половине 1995 года музыкант Андрей Лосев, ранее игравший в таких группах, как Траурный бисер, Molestation и Canonis, решил создать собственный проект. По замыслу Лосева музыка новой группы должна была развиваться в русле средневековых европейских музыкальных традиций в сочетании с русскими народными мелодиями. В течение некоторого времени он развивал эти идеи, придумывал оригинальное звучание и попутно подбирал музыкантов. Таким образом, в августе 1996 сформировался коллектив, получивший название Alkonost. Первыми его участниками стали Андрей «Лось» Лосев (гитара), Алексей «Alex Nightbird» Соловьёв (бас-гитара) и Сергей «Kooker» Медведев (гитара). Данный состав просуществовал до августа 1997 года — его покидает Сергей Медведев, оставляя группе композицию «Shadows of Dark Days», которая в итоге была включена в первое трех-трековое демо «Shadows Of Glory», вышедшее в этом же году. На концертах какое-то время в качестве вокалиста выступал Раджа из группы Cerberus, который также пел на ранних записях группы, а вместо барабанщика использовалась драм-машина. Неудовлетворённые таким ходом дел музыканты решают отказаться от живых выступлений и приступают к записи дебютного альбома.
Работа над альбомом длилась два года. За отсутствием подходящей кандидатуры на роль вокалиста место за микрофоном занял Алексей Соловьёв. Одновременно с этим в группе появляется барабанщик Владимир Лушин. Таким составом 12 декабря 1998 года группа выступает на фестивале «Конец света 2». С этого момента Alkonost начинает регулярно давать концерты. Так в 1999 году группа выступила на фестивалях «Конец света 3» и «Death Panorama 7». После первых живых выступлений в обновленном составе, желая заполнить пустоту в звучании, музыканты начинают искать клавишника, и в феврале 1999 года к Alkonost присоединяется Альмира Фатхуллина.

### Songs of the Eternal Oak. Alkonost. Between the Worlds (2000—2004)
26 января 2000 года группа презентует свой дебютный полноформатный альбом «Songs of the Eternal Oak», выпущенный на аудиокассетах в мае латвийским лейблом Beverina Productions и немецким Ketzer Records. После этого последовали концерты, в том числе на «Death Panorama 9» и на фестивале в Ульяновске. Из-за многочисленных технических проблем Alkonost с октября 2000 года временно приостанавливают концертную деятельность. Вместе с тем группа приступает к записи демо «Spirit Tending to Revolt», работа над которым по вине студии затянулась почти на год. Вскоре из коллектива уходит барабанщик Владимир Лушин, на смену которому приходит Антон Чепигин (ex-Cerberus, ex-Flaming Hate). В это же время кардинально изменяется вокальная концепция — в группу приходит вокалистка Алёна Пелевина, чей чистый вокал становится в один ряд с мужским гроулингом, а язык текстов меняется на русский.
С апреля 2001 года Alkonost возобновляет концертную деятельность, выступая в Набережных Челнах, Менделеевске, Казани и на фестивале «Железный Марш 2» в городе Уфа. К августу завершается запись демо «Spirit Tending to Revolt» и начинается работа над первыми русскоязычными композициями для демо «Неведомые земли», которое выходит в ноябре.
31 июля 2002 года на лейблах Beverina Productions и Ketzer Records выходит CD «Alkonost», вобравший в себя альбом «Songs of the Eternal Oak», не вышедшее демо «Spirit Tending to Revolt», а также два видеоклипа на песни «Years Of Prophecy» и «My Last Day». Релиз имел определённый успех, получил положительные отзывы от западных рецензентов, в том числе заработал 7,5 баллов из 10 от немецкого журнала Rock Hard.
2003 год знаменуется для Alkonost началом записи нового альбома, а также выступлениями в родном городе и за его пределами на таких фестивалях, как «Rock Line» (Кунгур) и «Chronos Fest» (Пермь). В сентябре этого же года в группу приходит гитарист Дмитрий Соколов, а в ноябре заключается контракт с лейблом Союз Мьюзик на переиздание альбома «Alkonost» в России.
В 2004 году Alkonost становятся лауреатами первой рок-премии Набережных Челнов «Живое пекло» в номинациях «Лучшая рок-группа» и «Рок-прорыв». В течение мая группа принимает участие фестивалях «Folk-Metal Fest 2» (С.-Петербург) и «ЖелеZный марш» (Уфа). Также Alkonost заключает с Союз Мьюзик долгосрочный контракт, и в ноябре 2004 года новый лейбл группы выпускает альбом «Between the Worlds», состоящий из семи композиций с англоязычной лирикой и одной на русском языке.

### Межмирье. Путь непройденный. Песни вечного древа. Каменного сердца кровь (2005—2009)
В 2005 году группа активно гастролирует, давая концерты в Уфе, Казани, Ижевске, Йошкар-Оле, Нижнем Новгороде и других городах России, а также во второй раз завоёвывают премию «Живое пекло» в номинации «Лучшая рок-группа». В то же время Alkonost настигают проблемы — альбом «Межмирье» (русскоязычная версия «Between the Worlds») так и не выходит, а директор группы Д.В. Тюнев снимает с себя полномочия. После этих событий группа начинает запись нового альбома «Путь непройденный» на студии CDM-Records.
В 2006 году новый лейбл группы Metalism Records выпускает и «Межмирье», и «Путь непройденный». После этого коллектив едет в тур по городам России в поддержку последнего альбома. Группу тепло встречают, «Путь непройденный» получает много положительных отзывов и по итогам голосования читателей журнала Dark City попадает на первое место в чарте.
По окончании тура группа практически сразу начинает готовиться к записи новых композиций, параллельно перезаписывая дебютный альбом «Songs of the Eternal Oak» с русскоязычной лирикой. В 2006 году Alkonost отмечает своё десятилетие, отыграв концерт в одном лучших концертных залов родного города в присутствии около 1000 человек. После этого события участники команды отправились в Москву в студию Moscow Sound Records для записи альбома «Песни вечного древа». В качестве гостевых музыкантов в записи приняли участие вокалисты групп «Сварга и Рарог. Альбом был выпущен лейблом Metalism Records. После выпуска альбома музыканты едут в свой второй большой тур, в ходе которого дают большое количество концертов на Украине. После окончания тура участники снова отправляются в студию и записывают новый альбом, получивший название Каменного сердца кровь». Он вобрал в себя старые композиции, сочинённые ещё в 1995—1997 годах, а также песни, не вошедшие в альбом «Путь непройденный». Всего в записи приняло участие 8 вокалистов.
В 2007 году коллектив поучаствовал в концертах вместе с группой Мастер и на фестивале фолк-метал музыки в Минске вместе со Znich. Осенью Alkonost едет в совместный тур по Европе с группой Аркона, а под конец года даёт ещё несколько концертов по России.
В 2008 году Alkonost устраивает ещё один тур по России, а в апреле 2009 года — по Европе, где в том числе выступает на фестивале Ragnarok fest в Германии. На фестивале группа делит сцену с Einherjer, Korpiklaani, Týr, Thyrfing, Månegarm, Melechesh и другими известными фолк-коллективами.
В течение 2009 года Alkonost занимается записью очередного альбома, изредка выезжая на концерты по России.

### На крыльях зова (2010—2013)
В 2010 году на немецком лейбле «Einheit Produktionen» выходит долгожданный новый альбом «На крыльях зова», после чего Алексей Соловьёв покидает группу. Alkonost сосредотачивается на записи очередного альбома, изредка давая одиночные концерты в России и на Украине.
В 2011—2012 группу покидают Альмира Фатхуллина, Алёна Пелевина, Антон Чепигин и сессионный басист/вокалист Владимир Павлик.
В 2012 году к группе присоединяются Ксения Побужанская (вокал) и Максим Штанке (бас-гитара, вокал), ранее участвовавшие в побочном проекте Андрея Лосева «Test by Freedom». В обновлённом составе Alkonost возвращается к активной концертной деятельности, участвуя в том числе в таких фестивалях, как «Мото-Малоярославец», «Нашествие», «Жар-фест», «Carpathian Alliance Metal Festival» (UA). Затем музыканты отправляются в мини-тур по городам Украины.

### Сказки странствий (2013—2015)
2013 год для Alkonost знаменуется выпуском нового полноформатного альбома «Сказки странствий» и большим концертным туром в его поддержку — за полтора месяца группа побывала более чем в 30 городах России. Три года подряд Alkonost принимает участие в масштабном фестивале «Folk Summer Fest» наряду с Korpiklaani, Мельница, Аркона, Tanzwut, Fintroll и другими известными фолк-коллективами.
В июне 2014 года группа выпускает сингл под названием «Русалка», в который вошла также композиция «Песнь Сольвейг» и новая версия песни «Кровавые травы» (альбом «Межмирье»).
2015 году коллектив покидают Максим Штанке и Дмитрий Соколов. Временно их места занимают Витольд Бузнаев (бас-гитара, вокал) и Данила Переладов (гитара). Alkonost продолжает концертную деятельность, а также участвует в мировом трибьюте группы Paradise Lost и в российском трибьюте группы Butterfly Temple. Англоязычная версия альбома «Сказки странствий» — «Tales of Wanderings» — издаётся осенью 2015 на двух лейблах: латвийском Beverina (винил) и российском Sound Age (CD). В декабре 2015 группа выпускает видеоклип на акустическую версию песни «Русалка».

### Песни белой лилии (2016—2017)
В начале лета 2016 Alkonost переиздаёт альбом «Каменного сердца кровь» на латвийском лейбле Beverina в формате винила. Также на этом лейбле в мае 2016 выходит коллекционный тираж минивинила на песню «Русалка».
В 2016 году в группу приходят бас-гитарист Рустем Шагитов и гитарист/вокалист Павел Косолапов. Группа продолжает активную концертную деятельность, участвуя в таких мероприятиях как «Folk Winter Fest», «Живое Пекло», «Folk Summer Fest» и множестве других фестивалей. Осенью 2016 группа отправляется в тур по Европе с презентацией своего седьмого полноформатного альбома «Песни белой лилии», который увидел свет 5 октября 2016 года. После возвращения коллектив продолжает презентацию альбома уже на территории России.
3 марта 2017 года прошёл юбилейный концерт Alkonost в Набережных Челнах: группа отметила своё 20-летие выступлением в двух составах — действующем и классическом.
17 марта 2017 года группа подписала трёхлетний контракт с греческим лейблом Sleaszy Rider Records на выпуск альбома «Песни белой лилии» на CD-носителях для дистрибуции в странах Европы. 29 марта голландский лейбл Black Death Production выпустил его кассетное издание.
5 сентября 2017 года вышло интернет-издание сингла «Тропа к весне», включающего помимо одноимённой песни обновленную версию композиции «War is Closed By Us» (альбом «Songs of the Eternal Oak»).

### Октаграмма. Piano version (2018—2020)
1 апреля 2018 года группа публикует интернет-издание сингла «Листопад», после чего отправляется в европейский тур, в рамках которого посещает Польшу, Чехию, Словакию, Венгрию, Румынию и Сербию.
30 августа 2018 года в день рождения группы выходит в свет сингл «Врата зимы», а 8 октября 2018, в преддверии выпуска полноформатного альбома — сингл «Папоротник».
21 октября 2018 года выходит восьмой альбом «Октаграмма». Запись и саунд-инжиниринг проходили на студии Тимура Кудаева «Stone Flower», сведение выполнял Николай Копачев, а финальный мастеринг — Владимир Лехтинен (Second To Sun).
1 июля 2019 года был выпущен сингл «Лента на ветру». В него также вошла новая версия песни «Хладный огнь ночи» (альбом «На крыльях зова») под названием «Хладный огонь ночи '2019». Заглавная песня «Лента на ветру» была впервые исполнена на фестивале «Folk Summer Fest 2019».
15 октября 2019 вышел сингл «Парус». В него вошли одноимённая песня и переосмысленная версия композиции «Вихрь времени» («Vortex of Times» с альбома «Alkonost» 2002 года). Презентация сингла прошла 26 октября 2019 в Набережных Челнах.
10 февраля 2020 выходит видеоклип на песню «Листопад» с альбома «Октаграмма».
В феврале-марте 2020 группа проехала урало-сибирский тур от Уфы до Красноярска. В качестве приглашённых концертных музыкантов к группе присоединились барабанщик Равиль Низаметдинов (Psychosis, Lunar Woods, Импакт) и гитарист Павел Косолапов, уже сотрудничавший с группой ранее.
1 мая 2020 выходит новый сингл группы под названием «Там, где живут ветра».
31 июля выходит первый сингл «Река» к экспериментальному альбому в жанре new age «Piano version».
30 августа 2020 выходит ещё один сингл к грядущему полноформатному альбому «Ведомые ветром» под названием «Пророчество». В него также вошла кавер-версия песни «Ведьма» группы Ворония за авторством Риммы Бахтеевой (ex-Грай).
30 октября выходит второй сингл к альбому «Piano version» — «Подруга-ночь», а 13 ноября 2020 и непосредственно сам альбом.
11 декабря 2020 выходит совместная с Petri Lindroos (Ensiferum) песня «Bird».

### Ведомые ветром (2021—2023)
21 января 2021 года Alkonost выпускает девятый полноформатный альбом «Ведомые ветром», а в марте группа отправляется в небольшой тур в его поддержку по городам центральной части и юга России.
В апреле о своём уходе объявляет бас-гитарист Рустем Шагитов, его место вскоре занимает Вадим Грозов (Forty Muskets).
Весной и летом Alkonost принимает участие в ряде фестивалей, среди которых «Рок-Нырок», «Былинный Берег» и «Imandra Viking Fest». Параллельно группа презентует недавно вышедший альбом «Piano version» в нескольких городах России в другом, специально собранном для этого составе.
21 июня 2021 выходит видеоклип на композицию «Песня силы» с нового альбома.
6 августа 2021 в преддверии 25-летнего юбилея группы выпускается сингл «Птица» — русскоязычный вариант вышедшей ранее песни «Bird», на сей раз записанной при гостевом участии давнего друга группы Сергея Лазаря (Аркона, Rossomahaar).
30 августа 2021 Alkonost традиционно отмечает день рождения выпуском сингла под названием «Солнце».
В сентябре коллектив с размахом отмечает свой 25-летний юбилей двумя концертами подряд — в Набережных Челнах и в Москве. Двумя составами — классическим и действующим — группа исполняет лучшие песни со всех своих альбомов, а на концерте в Москве к музыкантам Alkonost также присоединяются Сергей Лазаръ (Аркона, Rossomahaar) и Ксения Маркевич (Калевала).
В октябре-ноября Alkonost отправляется с презентацией альбома «Ведомые ветром» и юбилейной программой по городам северо-западной части страны, а в декабре — по городам Урала и Сибири. В совокупности география перемещений группы простёрлась от Архангельска до Иркутска и охватила более двух десятков городов.
25 февраля 2022 синглом выходит перезаписанная версия песни «Years of Prophecy» (альбом «Songs of the Eternal Oak») при участии приглашенного вокалиста Mathias Lillmåns (Finntroll).
10 июля 2022 состоялась премьера видеоклипа на песню «Долгая ночь» с альбома «Ведомые ветром». Производство видео проходило при поддержке поклонников и друзей группы и под руководством московского режиссёра Ярославы Морозовой; в качестве актёров выступили сами музыканты, их друзья, а также участники ансамбля танца «Татарстан». Съемки проводились годом ранее в родном городе Alkonost Н. Челны и заняли 3 дня. При этом, по признанию Морозовой, «смена на самую сложную сцену сократилась с итак куцых 5.5 часов до 2.5».
За весну и лето 2022 Alkonost принимает участие в ряде фестивалей, среди которых «Уральская Ночь Музыки», «Улетай» и «Былинный Берег».
2023 год для Alkonost начался с выступлений в Москве и Санкт-Петербурге в рамках январского фестиваля «Стужа». Тогда же стало известно об уходе из группы Равиля Низаметдинова, за барабанами его заменил Дмитрий Борцов (Forty Muskets).
26 мая 2023 выходит юбилейная версия первого альбома Alkonost «Songs of the Eternal Oak». Композиции с него были полностью перезаписаны и представлены в обновленном звучании, часть песен в том числе получила обновленную аранжировку и русскоязычную лирику. Для исполнения партий мужского вокала были приглашены Mathias Lillmåns (Finntroll), Thor Bager (Svartsot), Keith Fay (Cruachan) и Игорь Шапранский (Сруб).
В июле 2023 выходит видео юбилейного концерта в Москве, а в сентябре — его аудио-версия в виде live-альбома «XXV Лет».
29 сентября 2023 выходит сингл «Оберег».
В октябре-ноябре 2023 группа едет в тур по России в поддержку альбома «Songs of the Eternal Oak (Anniversary Edition)». Отыграв несколько концертов тура, группу покидает Павел Косолапов, об уходе которого группа объявляет ранее. Оставшиеся концерты тура проходят при поддержке Максима Штанке и Дмитрия Луцковского (Mjød).

### Дар саламандры (2024—наши дни)
В феврале 2024 Alkonost вновь принимает участие в фестивале «Стужа». В то же время музыканты в своих соцсетях объявляют о начале краудфандинговой кампании на Planeta.ru по выпуску десятого полноформатного альбома. Становятся известны некоторые детали новой работы — заявлено, что альбом будет концептуальным, полностью посвященным стихии огня.
5 апреля 2024 группа выпускает сингл «Мой владыка», который является официальным саундтреком к серии книг «Королевская кровь» в жанре фэнтези авторства Ирины Котовой.
В апреле 2024 Alkonost отмечает небольшим туром по стране двадцатилетие альбома «Межмирье».
Летом 2024 выходят синглы с нового альбома «Разожги огонь» и «Маяк».
30 августа 2024 группа выпускает свой десятый полноформатный альбом «Дар саламандры».

## Стиль

### Музыка
Музыкальный стиль Alkonost в целом может быть описан как фолк-метал. Однако в музыке группы также присутствуют элементы дум-, готик- и симфо-метала. Alkonost часто относят к русскому языческому металу.

Бессменным композитором Alkonost является её гитарист Андрей Лосев. Вот что он рассказывает о становлении стиля группы:
«Где-то, наверное, в начале 90-х с приходом дума пришло и такое направление как готик-дум, и такое явление как средневековая музыка. Ну, и под впечатлением от группы Gods Tower, наверное, я задумался о том, как сделать музыку с собственным звучанием, собственной тематикой, и таким образом, чтобы она была близка, собственно, мне, исходила от меня. <…> И в 94-м году до меня дошло, как правильно искать материалы — интернета не было тогда, и я даже представить себе не мог, что такое настоящая средневековая музыка. Поэтому где-то, наверное, года два пришлось сидеть в библиотеках. <…> Я брал ноты в библиотеке и учился играть средневековую музыку: ходы, созвучия, полифонию. <…> Мне нужно было, чтобы эта средневековая музыка у меня прямо в крови была, и что бы я не сыграл, вышло именно по-средневековому. А дальше шла адаптация: по сути я просто брал какие-то привычные интонации, и добавлял к ним средневековые ходы. Таким образом появилась музыка группы Alkonost.»
В музыке группы отсутствуют характерные для фолка аутентичные народные инструменты, их партии обычно исполняет гитара. Данная манера к написанию песен была позаимствована у группы Gods Tower, которая также имитировала на гитаре колесную лиру и волынку. В случае Alkonost речь идет об имитации рожкового оркестра, поскольку гитара дает звук, приблизительно похожий на деревянно-духовой (шалмей, крумхорн). Другая причина выбора такого звучания в том, что в 95-м году подобные инструменты сложно было найти.
В некоторых песнях присутствуют также электронные семплы и подклады. По признанию Андрея Лосева, в двенадцатилетнем возрасте, ещё до увлечения рок-музыкой, под впечатлением от концерта группы Space он на сэкономленные от школьных обедов деньги купил себе два двух-октавных одноголосых инструмента и начал сочинять электронную музыку, «космические темы из своих детских фантазий», что отразилось и на дальнейшем творчестве.

### Тексты
Сюжеты текстов песен Alkonost разворачиваются в антураже, похожем на средневековый, однако не имеют каких-либо отсылок к реальным местам, историческим событиям или личностям. Тематика часто основана на раскрытии внутреннего мира и переживаний героев; часть текстов затрагивает традиции и фольклор разных народов; некоторые являют собой законченные истории.
Изначально тексты были на английском языке, поскольку в то время музыканты не видели перспектив продвижения своего творчества в России. В 2000-х появился запрос «быть понятными и на родине», и группа перешла на русский язык. При этом часть альбомов и отдельных песен записаны на обоих языках.
В ранний период творчества автором текстов являлся бас-гитарист и вокалист группы Алексей Соловьёв, иногда в соавторстве с другими. Так, например, на ранних англоязычных записях тексты также писали менеджер группы Дмитрий Покров и Марина Будянская, которая в том числе занималась и переводами. Смысловую составляющую текстов Соловьёв описывал как попытку «показать человека, который жил несколько сотен лет до нас», «понять [его] посредством какого-то временного контакта» и «рассказать о себе, переместившись в те времена».
После ухода из группы Алексея Соловьёва был записан альбом «Сказки Странствий» (2013), все тексты к которому написал барабанщик Антон Чепигин. В дальнейшем авторство текстов полностью перешло к поэтессе Mare Mirkie, которая ранее уже работала с группой как автор и соавтор.

## Состав группы

### Текущий состав
- Андрей «Лось» Лосев — гитара, клавишные, музыка (1996 — наши дни)
- Ксения Побужанская — вокал (2012 — наши дни)
- Дмитрий Борцов — барабаны (январь 2023 — наши дни)

### Бывшие участники
- Алексей «Alex Nightbird» Соловьёв — вокал, бас-гитара, тексты, музыка (1996—2010)
- Алексей Полховский — гитара (март 1996 — сентябрь 1996)
- Сергей «Coocker» Медведев — гитара (март 1997 — август 1997)
- Альмира Фатхуллина — клавиши (1998—2011)
- Владимир Лушин † — барабаны (1998—2002)
- Антон Чепигин — барабаны (2002—2014)
- Алёна (Пелевина) Пасынкова — вокал (2002—2011)
- Дмитрий Соколов — гитара (2003—2015)
- Макс «Pain» Штанке — вокал, бас-гитара (2012—2015)
- Анастасия Рябова — ударные (2014—2015)
- Рустем Шагитов — бас-гитара (март 2016 — апрель 2021), гитара (декабрь 2018 — апрель 2021)
- Павел Косолапов — гитара, вокал (апрель 2016 — октябрь 2017, октябрь 2019 — октябрь 2023)
- Вадим Грозов — бас-гитара, вокал (июнь 2021 — февраль 2025)

### Бывшие сессионные участники
- Радик «Раджа» Шакиров — вокал (1997)
- Ирина Зыбина — вокал (октябрь 2009 — апрель 2010)
- Владимир Павлик — вокал, бас-гитара (2010—2011)
- Виктор «Vitold» Бузнаев — бас-гитара, вокал (май 2015 — февраль 2016)
- Данила «Skorb» Переладов — гитара (май 2015 — февраль 2016)
- Дмитрий Фискин — ударные (2016—2017)
- Роман «Dolbezhnik» Давиденко — ударные (июнь 2016 — август 2017)
- Андрей «Panterich» Пантелеев — гитара, вокал (январь 2018 — май 2019)
- Степан «Beast» Маратканов — гитара, вокал (июнь 2019 — сентябрь 2019)
- Марк Кириченко — ударные, бас-гитара (студия) (январь 2018 — февраль 2019, сентябрь 2019, декабрь 2019)
- Рияз Хафизов — барабаны (март 2019 — ноябрь 2019)
- Макс «Pain» Штанке — гитара (октябрь 2019, ноябрь 2023, апрель 2024)
- Антон «Чехов» Симонов — бас-гитара, вокал (декабрь 2018, ноябрь 2019 — май 2020, май 2021)
- Равиль Низаметдинов — барабаны (февраль 2020 — сентябрь 2022)
- Дмитрий Луцковский — гитара, вокал (ноябрь 2023 — февраль 2024)

## Дискография

### Демозаписи
| Год выпуска | Название                 | Формат | Комментарий                                       |
| ----------- | ------------------------ | ------ | ------------------------------------------------- |
| 1997        | Shadows Of Timeless      | СS     | Репетиционная запись 5-ти песен.                  |
| 1997        | Shadows Of Glory         | СS     | Студийная запись 3-х песен с предыдущего демо.    |
| 2001        | Spirit Tending to Revolt | -      | Неизданное.                                       |
| 2001        | Неведомые Земли          | CD     | 3 песни на русском языке.                         |
| 2001        | Memoris                  | СS, CD | Компиляция 8-ми песен из первых трёх демозаписей. |
| 2004        | Родная Земля             | CD     | Песни с альбома Межмирье + 3 бонус-трека.         |

### Студийные альбомы
| Название                                   | Издание | Издание                                          | Издание   |
| Название                                   | Год     | Лейбл                                            | Формат    |
| ------------------------------------------ | ------- | ------------------------------------------------ | --------- |
| Songs of Eternal Oak                       | 2000    | Beverina prod. (Латвия), Ketzer rec. (Германия)  | СS        |
| Alkonost                                   | 2002    | Beverina prod. (Латвия), Ketzer rec. (Германия)  | CD        |
| Alkonost                                   | 2004    | Souyz music (Россия), MetalAgen Records (Россия) | CD        |
| Between the Worlds                         | 2004    | Souyz Music (Россия), MetalAgen Records (Россия) | CD        |
| Between the Worlds                         | 2009    | Vic Records (Голландия)                          | CD        |
| Межмирье                                   | 2006    | Metalism Records (Россия)                        | CD        |
| Путь Непройденный                          | 2006    | Metalism Records (Россия)                        | CD        |
| Путь Непройденный                          | 2009    | Vic Records (Голландия)                          | CD        |
| Песни Вечного Древа                        | 2007    | Metalism Records (Россия)                        | CD        |
| Каменного Сердца Кровь                     | 2007    | Metalism Records (Россия)                        | CD        |
| Каменного Сердца Кровь                     | 2016    | Beverina prod. (Латвия)                          | Vinyl     |
| На Крыльях Зова                            | 2010    | Einheit Produktionen (Германия)                  | CD        |
| Сказки Странствий                          | 2013    | Sound Age Productions (Россия)                   | CD        |
| Tales of Wanderings                        | 2015    | Beverina prod. (Латвия)                          | Vinyl     |
| Tales of Wanderings                        | 2015    | Sound Age Productions (Россия)                   | CD        |
| Песни Белой Лилии                          | 2016    | Self-Released                                    | CD        |
| Песни Белой Лилии                          | 2017    | Sleaszy Rider Records (Греция)                   | CD        |
| Песни Белой Лилии                          | 2017    | Black Death Production (Нидерланды)              | СS        |
| Песни Белой Лилии                          | 2023    | Self-Released                                    | Vinyl     |
| Октаграмма                                 | 2018    | Self-Released                                    | CD        |
| Октаграмма                                 | 2024    | Self-Released                                    | Vinyl     |
| Piano Version                              | 2020    | Self-Released                                    | CD        |
| Ведомые Ветром                             | 2021    | Self-Released                                    | CD        |
| Songs of Eternal Oak (Anniversary Edition) | 2023    | Self-Released                                    | CD        |
| Дар Саламандры                             | 2024    | Self-Released                                    | CD, Vinyl |

### Живые альбомы
| Год выпуска | Название | Формат           | Комментарий                 |
| ----------- | -------- | ---------------- | --------------------------- |
| 2023        | XXV Лет  | Internet-release | Москва, клуб «Москва», 2021 |

### Синглы
| Год выпуска | Название                                             | Формат          | Лейбл                         |
| ----------- | ---------------------------------------------------- | --------------- | ----------------------------- |
| 2014        | Русалка                                              | Internet-single | Self-Released                 |
| 2016        | Русалка                                              | Vinyl           | Beverina Productions (Латвия) |
| 2017        | Тропа к весне                                        | Vinyl           | Beverina Productions (Латвия) |
| 2018        | The River                                            | Internet-single | Self-Released                 |
| 2018        | Листопад                                             | Internet-single | Self-Released                 |
| 2018        | Врата зимы                                           | Internet-single | Self-Released                 |
| 2018        | Папоротник                                           | Internet-single | Self-Released                 |
| 2019        | Лента на ветру                                       | Internet-single | Self-Released                 |
| 2019        | Парус                                                | Internet-single | Self-Released                 |
| 2020        | Там, где живут ветра                                 | Internet-single | Self-Released                 |
| 2020        | Река (Piano version)                                 | Internet-single | Self-Released                 |
| 2020        | Пророчество                                          | Internet-single | Self-Released                 |
| 2020        | Подруга-ночь (Piano version)                         | Internet-single | Self-Released                 |
| 2020        | Bird feat. Petri Lindroos (Ensiferum)                | Internet-single | Self-Released                 |
| 2021        | Птица feat. Сергей Лазаръ (Аркона, Rossomahaar)      | Internet-single | Self-Released                 |
| 2021        | Солнце                                               | Internet-single | Self-Released                 |
| 2022        | Years of Prophecy feat. Mathias Lillmåns (Finntroll) | Internet-single | Self-Released                 |
| 2023        | Оберег                                               | Internet-single | Self-Released                 |
| 2024        | Мой владыка (Королевская кровь OST)                  | Internet-single | Self-Released                 |
| 2024        | Разожги огонь                                        | Internet-single | Self-Released                 |
| 2024        | Маяк                                                 | Internet-single | Self-Released                 |

### Кавер-версии
| Год выпуска | Название (оригинальный исполнитель) | Формат          | Лейбл                   |
| ----------- | ----------------------------------- | --------------- | ----------------------- |
| 2014        | Damage case (Motorhead)             | Internet-single | Self-Released           |
| 2015        | Земля (Butterfly Temple)            | CD              | Mazzar Records (Россия) |
| 2016        | Mouth (Paradise Lost)               | CD              | Fono Ltd. (Россия)      |

## Видеография

### Видеоклипы
| Год выпуска | Название                      | Релиз                         |
| ----------- | ----------------------------- | ----------------------------- |
| 2002        | Years of prophecy             | «Alkonost» (альбом)           |
| 2002        | My last day                   | «Between the Worlds» (альбом) |
| 2006        | Waiting                       | «Between the Worlds» (альбом) |
| 2007        | Ночь перед битвой             | «Путь непройденный» (альбом)  |
| 2012        | Несказанный свет              | «На крыльях зова» (альбом)    |
| 2014        | Подруга-ночь                  | «Сказки странствий» (альбом)  |
| 2015        | Русалка (акустическая версия) | «Русалка» (сингл)             |
| 2020        | Листопад                      | «Октаграмма» (альбом)         |
| 2021        | Песня силы                    | «Ведомые ветром» (альбом)     |
| 2022        | Долгая ночь                   | «Ведомые ветром» (альбом)     |

### Концертные видео
| Год выпуска | Название       | Концерт                                  | Комментарий               |
| ----------- | -------------- | ---------------------------------------- | ------------------------- |
| 2008        | У стен Арконы  | Москва, клуб «Релакс», 2005              | DVD, Sound Age Production |
| 2008        | Live in Moscow | Сплит Månegarm/Alkonost/Калевала, Москва | DVD, Volh Records         |
| 2023        | XXV Лет        | Москва, клуб «Москва», 2021              | Internet-release          |

### Официальные ресурсы
- Официальный сайт группы Alkonost (рус.)
- Официальный канал на YouTube

### Прочие ресурсы
- Alkonost на Metalstorm.net (англ.)

### Интервью
- Интервью с группой на darkermagazine.ru, 2023 год
- Интервью с Андреем Лосевым и Ксенией Побужанской на Радио России, 2021 год
- Интервью с Андреем Лосевым на YouTube-канале «LifeMusic», 2016 год
- Интервью с Андреем Лосевым и Ксенией Побужанской на metalgossip.ru, 2016 год
- Интервью с Алёной Пелевиной на femmemetalwebzine.net, 2012 год (англ.)
- Интервью с Алексеем Соловьёвым на Музыкальная газета, 2007 год
- Интервью с Андреем Лосевым и Алексеем Соловьёвым на darkside.ru, 2006 год
- Интервью с Алексеем Соловьёвым на paganmusic.narod.ru, 2006 год

### Рецензии
- Рецензия на альбом «Ведомые ветром» на darkermagazine.ru, 2021 год
- Рецензия на альбом «Piano Version» на inrock.ru, 2020 год
- Рецензия на альбом «Октаграмма» на darkermagazine.ru, 2018 год
- Рецензия на альбом «Песни белой лилии» на folk-metal.nl, 2016 год (англ.)
- Рецензия на альбом «Tales of wanderings» на folk-metal.nl, 2016 год (англ.)
- Рецензия на альбом «Tales of wanderings» на Dead Rhetoric, 2016 год (англ.)